# Thomas Krief
Thomas Krief (* 5. Juni 1993 in Grenoble) ist ein französischer Freestyle-Skier. Er startet in der Disziplin Halfpipe. 

## Werdegang
Krief nimmt seit 2008 an Wettbewerben der AFP World Tour und der FIS teil. Sein Weltcupdebüt hatte er im Januar 2009 in Les Contamines, welches er auf den 17. Rang beendete. Im Februar 2011 belegte er bei den Weltmeisterschaften 2011 in Park City den 27. Platz. Im folgenden Monat erreichte er mit dem vierten Platz in La Plagne seine erste Top-Zehn-Platzierung im Weltcup. Bei den Winter-X-Games-Europe 2012 in Tignes gewann er die Silbermedaille. Zu Beginn der Saison 2012/13 erreichte er mit dem zweiten Platz in Cardrona im Weltcup erstmals ein Podestplatz. Im weiteren Saisonverlauf kam er bei allen Weltcupteilnahmen unter den ersten zehn. Bei den Weltmeisterschaften 2013 in Voss holte er die Bronzemedaille. Die Saison beendete er auf den fünften Platz im Halfpipe-Weltcup. Bei seiner ersten Olympiateilnahme 2014 in Sotschi wurde er Elfter im erstmals ausgetragenen Halfpipe-Wettbewerb. Zu Beginn der Saison 2015/16 belegte er beim Weltcup in Cardrona den zweiten Rang. Im Dezember 2017 holte er im Secret Garden Skiresort seinen ersten Weltcupsieg. Bei den Olympischen Winterspielen 2018 in Pyeongchang wurde er Zehnter. In der Saison 2018/19 kam er mit drei Top-Zehn-Platzierungen, darunter Platz drei in Mammoth, auf den fünften Platz im Halfpipe-Weltcup. Beim Saisonhöhepunkt, den Weltmeisterschaften 2019 in Park City wurde er Sechster.
Krief nahm bisher an 26 Weltcups teil und belegte dabei 15-mal eine Platzierung unter den ersten zehn (Stand: Saisonende 2019/20).

## Weltcup-Gesamtplatzierungen
| Saison  | Gesamt | Gesamt | Halfpipe | Halfpipe |
| Saison  | Platz  | Punkte | Platz    | Punkte   |
| ------- | ------ | ------ | -------- | -------- |
| 2008/09 | 142.   | 3      | 29.      | 14       |
| 2010/11 | 57.    | 16     | 9.       | 79       |
| 2011/12 | 88.    | 10     | 10.      | 50       |
| 2012/13 | 20.    | 35     | 5.       | 175      |
| 2013/14 | 80.    | 15     | 16.      | 77       |
| 2014/15 | 63.    | 16     | 9.       | 82       |
| 2015/16 | 82.    | 16     | 10.      | 80       |
| 2016/17 | 294.   | 0,40   | 46.      | 2        |
| 2017/18 | 38.    | 26,67  | 7.       | 160      |
| 2018/19 | 28.    | 32,80  | 5.       | 164      |
| 2019/20 | 188.   | 4      | 33.      | 20       |